# Hernádzsadány
Hernádzsadány (szlovákul: Ždaňa) község Szlovákiában, a Kassai kerület Kassa-környéki járásában.

## Fekvése
Kassától 15 km-re délkeletre, a Hernád bal partján fekszik.

## Története
1222-ben a váradi regestrumban említik először „Sudan” néven. Az Aba nemzetség birtoka, majd a család férfiági kihalása után, 1335-ben Károly Róbert király a Drugetheknek adta. 1415-től vámszedőhely lett. 1427-ben 36 portát számláltak a faluban, ezzel a nagyobb falvak közé számított. A 16. század első felében a magyar trónért folyó háborúk a község fejlődését is visszavetették. 1555-ben 5 és fél portát számoltak a településen. Ezután főként magyar lakossággal telepítették be és vegyes magyar-szlovák falu volt, mindvégig magyar többséggel. 1715-ben 8 család élt itt, 1720-ban 11 telek volt a faluban. A 18. században több környékbeli faluhoz hasonlóan katolikus szlovák lakosság érkezett ide.
A 18. század végén Vályi András így ír róla: „ZSADÁNY. Magyar falu Abaúj Várm. földes Urai több Urak, lakosai katolikusok, és reformátusok, fekszik A. Mislyének szomszédságában, mellynek filiája; Osva, Tarcza, és Hernád’ öszve folyásaihoz is közel; határja jól termő.”
A lakosság száma különösen a 19. század elején növekedett meg. 1828-ban már 762 lakosa volt, akik főként mezőgazdaságból éltek.
Fényes Elek 1851-ben kiadott geográfiai szótárában így ír a faluról: „Zsadány, Abauj vm. magyar f. A. Mislyéhez 3/4-re: 310 r. kath., 78 g. kath., 1 evang., 215 ref., 130 zsidó lak. Ref. szentegyház. Synagóga. A Tarcza vize itt egyesül a Hernáddal. Határa termékeny; különösen rétjei buja növésüek; halászata nem megvetendő. F. u. Bónis, Horváth, Ocskay, Péchy, b. Orbán s m. Ut. posta Kassa.”
Borovszky Samu monográfiasorozatának Abaúj-Torna vármegyét tárgyaló része szerint: „Csány közvetlen szomszédságában fekszik Zsadány, a füzéri járás és a járásbiróság székhelye. Csinos falu 165 házzal, 671 magyar és tót lakossal. Postája helyben van, távirója Csányban. Itt Pallaghy János örököseinek a jelenlegi földbirtokosoknak csinos urilakuk van.”
A trianoni diktátumig Abaúj-Torna vármegye Füzéri járásához tartozott, majd az új Csehszlovák államhoz csatolták. 1938 és 1945 között ismét Magyarország része.
A II. világháború után magyar lakosságát kitelepítették, 2001-ben mindössze négy magyar lakta.

## Népessége
| Év:            | 1994. | 2004.   | 2014.   | 2024.   |
| -------------- | ----- | ------- | ------- | ------- |
| Emberek száma: | 1341  | 1308    | 1389    | 1350    |
| Eltérés:       |       | -2,46 % | +6,19 % | -2,80 % |

| Év:            | 2023. | 2024. |
| -------------- | ----- | ----- |
| Emberek száma: | 1350  | 1350  |
| Eltérés:       |       | +0 %  |

1880-ban 763 lakosából 440 magyar, 271 szlovák és 30 német anyanyelvű volt. Ebből 391 római katolikus, 177 református, 96 izraelita, 93 görög katolikus és 6 evangélikus vallású volt.
1890-ben 671 lakosából 291 magyar és 360 szlovák anyanyelvű volt.
1900-ban 858 lakosából 596 magyar és 249 szlovák anyanyelvű volt.
1910-ben 970 lakosából 793 magyar és 112 szlovák anyanyelvű volt.
1921-ben 893 lakosából 72 magyar, 79 zsidó és 705 csehszlovák volt. Ebből 601 római katolikus, 146 református, 84 izraelita, 55 görög katolikus és 2 evangélikus vallású volt.
1930-ban 968 lakosából 32 magyar és 896 csehszlovák volt.
1941-ben 1016 lakosából 938 magyar és 78 szlovák volt.
1991-ben 1291 lakosából 4 magyar és 1233 szlovák volt.
2001-ben 1335 lakosából 4 magyar és 1298 szlovák volt.
2011-ben 1351 lakosából 5 cigány, 4 magyar és 1255 szlovák volt.
2021-ben 1383 lakosából 11 (+27) cigány, 3 (+10) magyar, (+5) ruszin, 2 (+1) egyéb, 1264 (+6) szlovák és 103 ismeretlen nemzetiségű volt.

## Nevezetességei
- A Segítő Szűz Mária tiszteletére szentelt, római katolikus temploma 1907-ben épült romantikus stílusban.
- Evangélikus temploma a 18. század utolsó harmadában épült.